# Gaudenzio Gautieri
Gaudenzio Luigi Girolamo Gautieri (Novara, 28 gennaio 1811 – Novara, 23 ottobre 1858) è stato un funzionario e politico italiano.